# Castagna

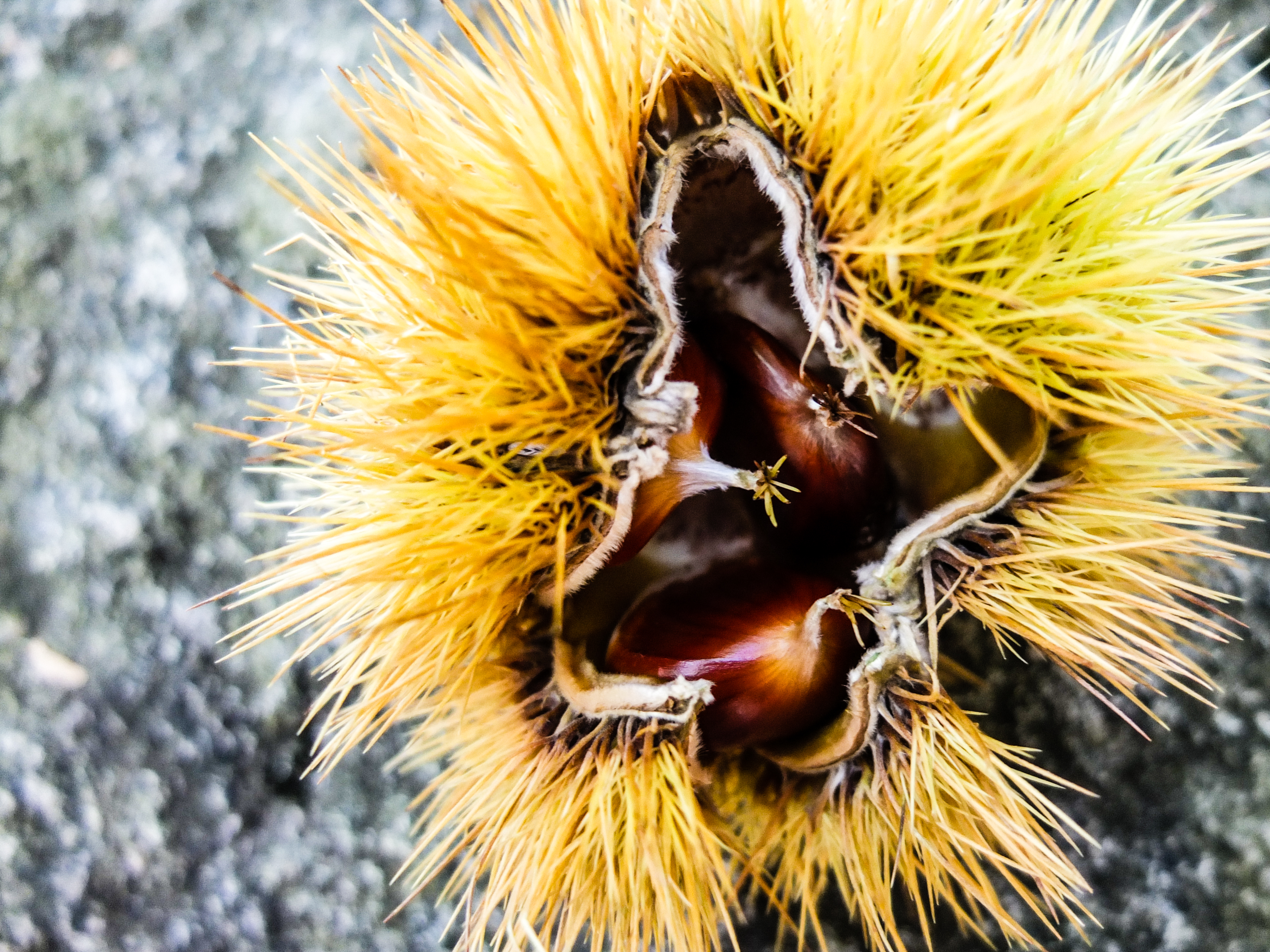
Castagna nel riccio

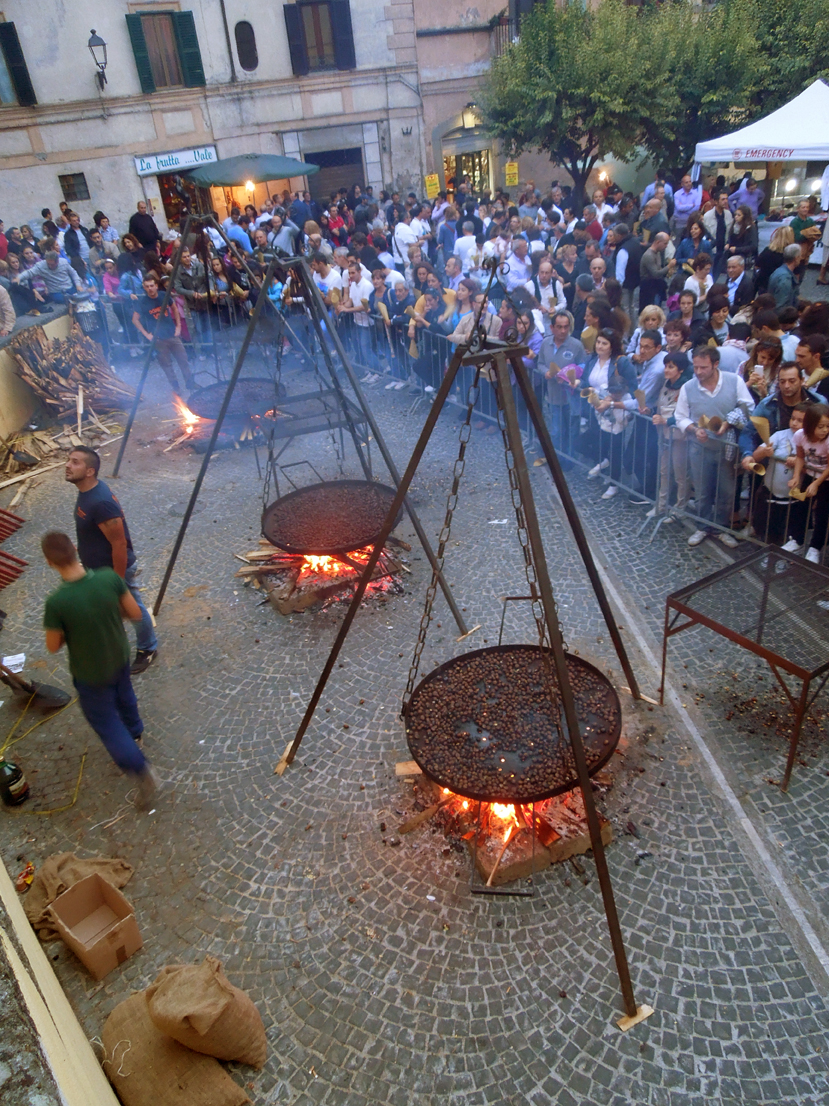
Castagnata a Canepina

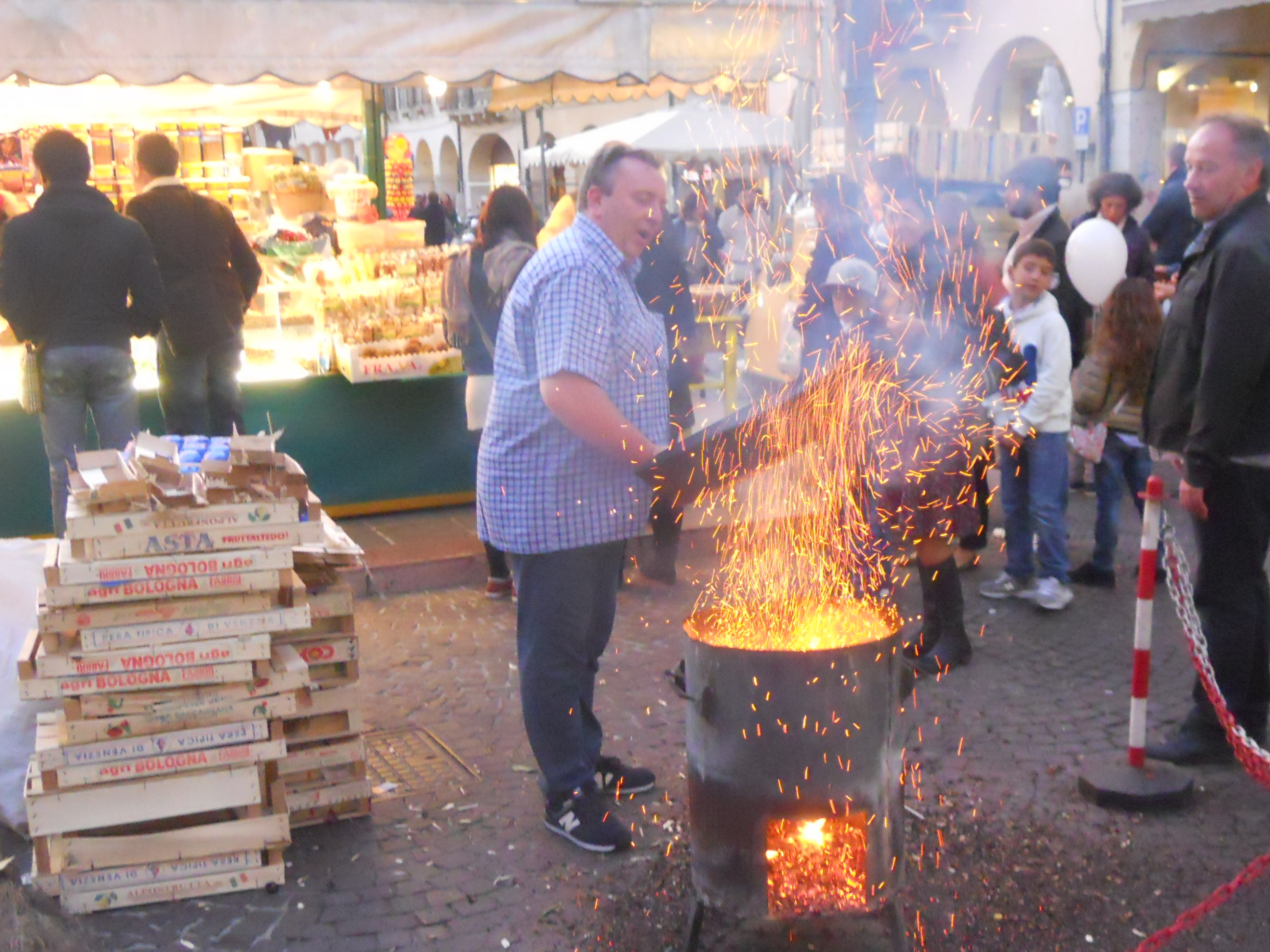
Caldarrostaro in azione a Padova

La castagna è il seme del frutto del castagno. Le castagne derivano dai fiori femminili  (solitamente 2 o 3) racchiusi da una cupola che poi si trasforma in riccio. La castagna è un achenio, ha pericarpo liscio e coriaceo bruno scuro, all'apice è presente la cosiddetta torcia, cioè i resti degli stili, mentre alla base è presente una cicatrice più chiara denominata ilo. La forma dei frutti dipende, oltre che dalla varietà delle castagne, anche dal numero e dalla posizione che essi occupano all'interno del riccio: emisferica per i frutti laterali e schiacciata per quello centrale; i frutti vuoti, abortiti, di forma appiattita sono detti guscioni.

## Storia e diffusione

### Età antica
Non si conoscono le esatte origini del castagno. Ritrovamenti di reperti fossili attestano che l'albero dovrebbe derivare da un ceppo originatosi nel Terziario, circa 10 milioni di anni fa e che in periodo a clima caldo si era diffuso in Asia, in Europa e nelle Americhe.
Sull'indigenato del castagno in Italia si è molto discusso. Le ricerche di E. Ferrarini e G. Covella attestano, sulla base di analisi di pollini fossili diversi reperiti nei fanghi di laguna della pianura costiera apuana, la presenza di una cenosi di castagno risalente a circa 10.000 anni fa, conservatasi nella parte più protetta delle Alpi Apuane. Questo dimostrerebbe che il castagno ha saputo resistere alle ondate di freddo glaciale che si sono susseguite nel tempo; pertanto, l'ipotesi che l'ultima ondata di freddo di circa 10.000 anni fa lo avrebbe fatto scomparire, per poi ritornare dall'Asia Minore portato dall'uomo, è stata abbandonata.
Molteplici sono gli scritti dai quali si evince che la castagna era conosciuta in Grecia sin dall'antichità. Tuttavia, il fatto che in essi vengano utilizzate diverse espressioni per indicarla, ha spesso causato dubbi e confusioni. Già Ippocrate (IV sec. a.C.) parla di “noci piatte” di cui esalta, una volta giunte a maturazione, il valore nutritivo, lassativo e, nel caso vengano utilizzate le bucce, anche astringente.
Nello stesso periodo Senofonte chiama “noce piatta senza fessure”, un frutto che offre una buona nutrizione alle popolazioni anatoliche di Ordu e Giresun, testimoniando così la presenza della coltura in Asia Minore.
Teofrasto (IV sec. a.C.) nella Storia Delle Piante parla di “ghianda di Giove” riferendosi alla castagna e segnala la presenza di castagni nell'isola di Eubèa, nell'isola di Creta, in Magensia e sul monte Ida. Nicandro (III sec. a.C.) elenca ben quattro varietà di castagne: Lopima (difficile da sbucciare), Malaca (la tenera), Gimnolopa (senza peluria) e Sardinia (dal nome della città di Sardi, capitale della Lidia).
Le castagne erano conosciute anche nell'antica Roma. Catone il Censore (II sec. a.C.) nel suo trattato De Agricoltura parla di “noci nude”. Marco Terenzio Varrone (I sec. a.C.) nel suo manuale De re rustica menziona un frutto, castanea, venduto nei mercati frutticoli della Via Sacra a Roma e che, come l'uva, veniva offerto in dono dai giovani innamorati alle donne amate.
Virgilio afferma nella I e nella VII Egloga delle Bucoliche che il castagno era presente intorno al 38 a.C. e descrive la pianta come albero da frutto comune e ben coltivato; con le foglie si facevano materassi e il frutto, castanea, era comune e pregiato.
Plinio il Vecchio (23-79 d.C.) attribuisce l'origine della coltura all'Asia Minore e conferma la diffusione del frutto in Italia; considera le castagne affini alle ghiande e si chiede perché la natura abbia nascosto con tanta premura in una «cupola irta di spine» un frutto di «scarso valore».
Plinio si sofferma sull'utilizzo del frutto in ambito culinario:
«…Sono più buone da mangiare se tostate; vengono anche macinate e costituiscono una sorta di surrogato del pane durante il digiuno delle donne» (Plinio fa riferimento ai culti femminili di Cibele, di Cerere e di Iside, in cui era proibito l'uso di cereali, sostituiti con pane di castagne). Poi distingue sei varietà pregiate di diverse zone, indicandone le qualità:
«Le tarantine sono facili da masticare e leggere da digerire e hanno forma piatta. Più tondeggiante è la cosiddetta balanitide facilissima da mondare, si stacca spontaneamente dalla buccia senza residui. Piatta è anche la salariana, mentre la tarantina è meno flessibile, la corelliana è più pregiata e così anche la tereiana, una varietà che da essa deriva con un procedimento di cui parleremo a proposito degli innesti, la cui scorza rossastra la fa preferire alle varietà triangolari ed alle nere comuni, dette da cottura.«
Plinio prende in considerazione anche la modalità di conservazione del frutto e il suggerimento era quello di sistemare i frutti in sabbia o vasi di terracotta, riposti in cassoni ripieni di paglia.
Con le grandi vittorie di Roma e la conquista di nuovi territori, la coltura si estese oltre il suolo italico e in poco tempo tutta l'Europa centro-meridionale venne interessata alla coltura e i castagneti da frutto si ritrovarono in Portogallo, Spagna, Francia, Svizzera e Inghilterra meridionale.
Col tempo per indicare la castagna del bacino del Mediterraneo è stato adottato il termine “sativa” (Castanea sativa Miller) per distinguerla dalle altre specie: americana e asiatica.

### Medioevo
In Europa ai tempi dell'incremento demografico del XII sec., la domanda di nuovi spazi verdi da mettere a coltura aumentò vertiginosamente. Si accrebbe anche, dove era possibile praticare la coltivazione del castagno, la superficie delle selve castanili, dato testimoniato dall'infittirsi dei documenti riguardanti i castagneti. Molte Comunità, infatti, cominciarono a preoccuparsi di regolamentare, attraverso leggi e statuti, la gestione dei boschi e dei castagneti.
Ad esempio il governo lucchese nel 1483 aveva istituito dei “provisores castanearum” e nel 1489 una magistratura, l'Offizio sopra le Selve, al fine di salvaguardia delle stesse. Lo Statuto prevedeva pene per tutti coloro, proprietari e forestieri, che, trasgredendo le disposizioni previste, commettessero atti criminali provocando incendi, tagli e altri danni più o meno gravi.
Nel Medioevo le castagne diventano frutti conosciuti ed apprezzati come testimoniano i manoscritti di moltissimi uomini del tempo; nell'edizione di Parigi del 1486 il Cris de Paris attribuisce alle castagne provenienti dalla Lombardia il pregio di essere le migliori disponibili sui mercati della capitale francese, fatto che testimonia l'ormai affermata commercializzazione delle produzioni sovrabbondanti.
Sempre in Lombardia, nella seconda metà del Quattrocento, il medico sabaudo Pantaleone da Cofienza elogia la dieta montanara costituita prevalentemente da castagne, latte e latticini, affermando che essa è in grado di offrire una nutrizione completa. Gli scritti di questo periodo testimoniano anche la scoperta di varie modalità di raccolta delle castagne e si opera una distinzione tra castagna virida, cioè non matura e ancora dentro al riccio (o cardo), munda se priva di riccio e passata al vaglio, sicca se essiccata e sbucciata, pista se dopo essiccazione e sbucciatura veniva macinata e frantumata per la preparazione di zuppe o farinacci.
Le castagne non solo si ritrovano come frutta di stagione o trasformate sui mercati delle città e anche sulle tavole dei ricchi, ma sono ormai diventate merce di scambio e di pagamento, come il grano, nonostante il frutto spunti prezzi sempre più bassi rispetto ad avena, segale e noci. Alla fine del Quattrocento, periodo di guerre e momenti di crisi, l'uso della farina di castagne si diffonde ulteriormente, compensando la carenza di cereali. Da tenere presente che anche la macinazione delle castagne poteva avvenire in ambito domestico e non prevedeva quindi il pagamento delle tasse sul macinato.

### Età moderna
Nell'Età moderna le castagne, ormai conosciute in tutta Europa, assumono un ruolo fondamentale nella storia agraria italiana diventando una voce costante nelle esportazioni verso altri Stati, soprattutto nei momenti minacciati da guerre e carestie, quando incombe la necessità di provvedere alle bocche da sfamare garantendosi scorte agricole disponibili. Un'ulteriore conferma del forte incremento della coltura, nel periodo che va dal 1500 al 1800, sono i numerosi essiccatoi costruiti un po' ovunque.

### Novecento
Nel Novecento la castanicoltura italiana si evolve in maniera travagliata: nella prima metà del secolo, con le sue produzioni diversificate, la castanicoltura continua a mantenere un ruolo strategico per la sopravvivenza di una larga fascia di popolazione della montagna italiana. Le produzioni rimangono importanti soprattutto rispetto agli altri scomparti frutticoli (la castagna copre il 45% della produzione frutticola italiana); oltre a soddisfare un consistente consumo nazionale, la castagna diventa oggetto di una vivace commercializzazione sia sui mercati europei che di Oltreoceano. Negli anni 1951-52 si registrò una produzione record con una media di 9,38 q per ettaro ed una raccolta nazionale stimata intorno a 1692000 q di castagne raccolte, dati eccezionali che si registrarono soprattutto grazie ad una delle piovosità estive più alte della seconda metà del Novecento: 217,6 mm dei quali ben 121,6 ad agosto, mese in cui il frutto ha più bisogno di acqua per prendere consistenza.
Dopo questo prosperoso periodo, nella seconda metà del Novecento la castanicoltura ha manifestato una notevole crisi determinata da molteplici fattori; in modo particolare ha inciso l'ulteriore sviluppo dell'industria, che ha spinto la popolazione di montagna ad abbandonare le campagne e le colture più disagevoli, diminuendo, quindi, le cure e le attenzioni verso i castagneti.

## Importanza
L'importanza che il frutto ha da sempre rivestito nella coltivazione del castagno è testimoniata da tutta una serie di documenti che ne segnano il cammino via via nel tempo e fanno capire come essa influenzò la cultura e la politica dei luoghi. Del resto la vita delle persone è stata strettamente legata ad essa, in quanto la castagna ha rappresentato per lungo tempo una delle fonti principali per l'alimentazione e non a caso è stata soprannominata “il cereale che cresce sull'albero”, perché molto simile al riso ed al frumento dal punto di vista nutrizionale. Ciò ha fatto sì che si potessero trovare diversi modi di propagazione della pianta, cercando di affinarne le qualità, aumentarne le varietà e conseguentemente migliorarne il frutto che poteva essere utilizzato fresco, secco o macinato ai molini.

## Varietà
Molte sono le varietà dei castagni e di conseguenza anche delle castagne. Tali varietà dipendono innanzi tutto dall'altezza e dai luoghi in cui si coltivano, così che il paesaggio delle selve si configura con caratteristiche che variano da luogo a luogo.
L'Inchiesta Agraria di Jacini ricorda molte varietà di castagni domestici, diversi fra loro sia per la grossezza del frutto sia per la qualità della farina ottenuta, che può essere più o meno dolce e conservabile, a seconda della resistenza della pianta alle temperature.
Fenaroli elenca i seguenti tipi di castagne: Carpinese, Ciria, Lojola, Montan, Neiranda, Marrone, Pastinese, Brandigliana, Alotta, Lizzanese, Agostana, Rossera, Bellina, Biancola, Invernizza, Raggiolana, Valcamonica, Verdesa, Frombola, Pistolese, Torcione.
La gente comune, talvolta, ha attribuito alle castagne dei nomi che cambiano da zona a zona (ad es. le Ponticose sembra siano chiamate così dal paese di Pontecosi, in provincia di Lucca); alcuni, però, sono ricorrenti, come il Marrone (di buona qualità e grossezza). È un frutto invernale.

### Marchi di tutela attribuiti dall'Unione europea

#### Castagna
- Castagna di Montella (IGP) registrata il 21/06/1996 - Italia
- Castagna del Monte Amiata (IGP) registrata il 08/09/2000 - Italia
- Castagna Cuneo (IGP) registrata il 13/09/2007 - Italia
- Castagna di Vallerano  (DOP) registrata il 08/04/2009 - Italia
- Castaña de Galicia (IGP) registrata il 12/05/2010 - Spagna
- Châtaigne d'Ardèche (DOP) registrata il 21/01/2014 - Francia
- Castagna di Roccamonfina (IGP) registrata nel 2022 - Italia

#### Marrone
- Marrone del Mugello (IGP) registrata il 02/07/1996 - Italia
- Marrone di Castel del Rio (IGP) registrata il 02/07/1996 - Italia
- Marrone di San Zeno (DOP) registrata il	12/11/2003 - Italia
- Marrone di Scala (IGP)-Italia
- Marrone di Roccadaspide (IGP) registrata il 28/03/2008 - Italia
- Marrone del Monfenera (IGP) registrata il 24/11/2009 - Italia
- Marrone di Combai (IGP) registrata il 03/12/2009 - Italia
- Marrone di Caprese Michelangelo (DOP) registrata il 17/12/2009 - Italia
- Marrone della Valle di Susa (IGP) registrata il 04/11/2010 - Italia
- Marroni Piceni. Marchio Collettivo registrato il 02/09/2016 - Italia.

#### Farine
- Farina di Neccio della Garfagnana (DOP) registrata il 13/03/2004 - Italia
- Farine de châtaigne corse/Farina castagnina corsa (DOP) registrata il 13/11/2010 - Francia
- Farina di castagne della Lunigiana (DOP) registrata il 16/04/2011 - Italia

## Raccolta (castagnatura)
La raccolta delle castagne avviene in tempi diversi a seconda delle aree geografiche. In Italia generalmente la castagnatura inizia verso la fine di settembre e in passato questa attività (che copriva un periodo di tempo di circa 10-15 giorni dal mattino alla sera) era considerata uno fra gli avvenimenti più importanti della vita agricola.
In Garfagnana (LU) i proprietari delle selve che avevano necessità di manodopera si recavano a Castelnuovo Garfagnana, in occasione del mercato settimanale, l'ultimo giovedì di settembre e il primo d'ottobre. Nella piazza principale avveniva il “mercato delle Lombarde” (Lombardi erano chiamati gli abitanti delle province di Modena e Reggio Emilia). Qui si sceglievano le donne e si prendevano con loro accordi circa il trattamento giornaliero, il salario, i giorni di inizio e fine lavoro.

### Tecniche della raccolta (castagnatura)
1. Abbacchiatura: modalità in genere eseguita dagli uomini con la quale i cardi non ancora maturi, caduti a terra dopo essere percossi con pali, vengono raccolti con pinze di legno e posti in un locale (ricciaia o ericerio) per poi farvi uscire le castagne battendoli. Questa tecnica, oggi molto rara per i danni che arreca alla pianta, era normalmente praticata nel corso del Medioevo in funzione del sistema di conservazione, come attestano scritti del periodo. I cumuli di ricci ancora chiusi venivano ricoperti con uno strato di foglie e terra, ben pressato e bagnato a intervalli regolari, sì da favorire il processo di fermentazione dei semi, che in questo modo si mantenevano sani e freschi fino a primavera. Più tardi anche Michelangelo Tanaglia nel suo De Agricoltura propone l'abbacchiatura e la costituzione della ricciaia, ma solo per favorire l'apertura dei ricci: i semi, infatti, dovrebbero essere liberati dopo circa due settimane e conservati sottosabbia per mantenersi fino a maggio.

1. Raccolta delle castagne da terra: modalità in genere affidata alle donne e ai ragazzi. Le castagne, a terra per l'apertura o la caduta spontanea dei ricci, venivano raccolte con l'utilizzo di un particolare tipo di rastrello, dentato da un lato e a punta dall'altro, per essere poi depositate nel seccatoio (o metato).

In questo periodo l'accesso nelle selve altrui era vietato da Statuti rurali, che riguardavano sia il transito degli individui sia il pascolo delle bestie.

Terminata l'opera di raccolta aveva inizio il “ruspo” (raccolta da parte dei poveri delle castagne rimaste sul terreno) e successivamente “il rumo” (possibilità di accesso degli animali nelle selve).

## Essiccatoio

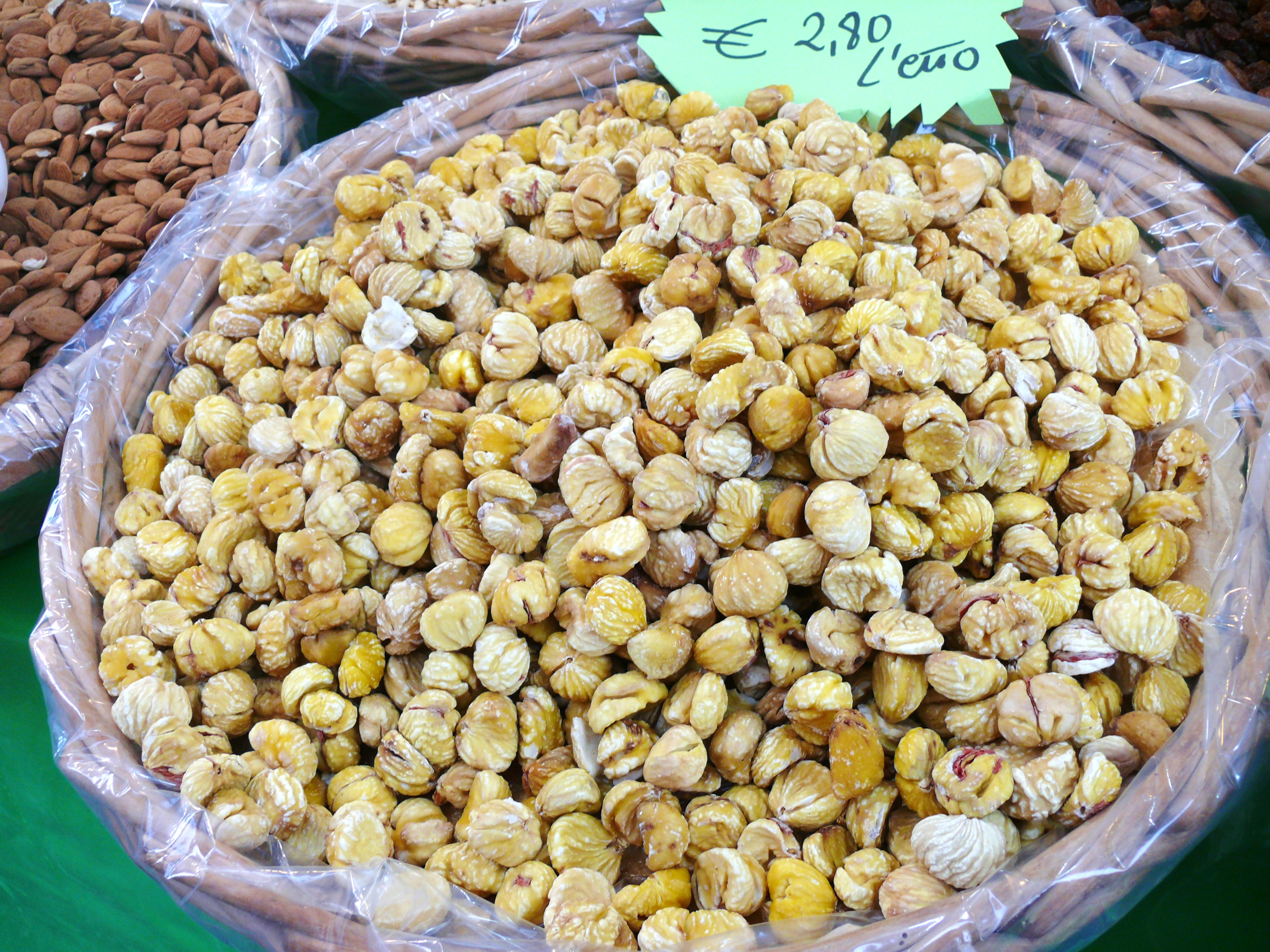
Castagne secche in vendita in un mercato

L'essiccazione è un procedimento attraverso il quale le castagne (in genere quelle più piccole) vengono essiccate al fine di ridurle a farina. Se si trattava di piccole quantità di prodotto si ricorreva all'essiccazione naturale, stendendo le castagne al sole sulle terrazze; per quantitativi più rilevanti, a seconda delle risorse finanziarie dei proprietari, si utilizzavano gli essiccatoi che si potevano trovare all'interno della stessa abitazione o isolati, in prossimità delle case, al margine dei castagneti, al centro oppure sparsi per le selve.

L'essiccatoio (secou o scáu in Piemonte, metato in Toscana) era per lo più costruito in pendio per poter accedere direttamente al piano superiore, generalmente di pianta quadrata o rettangolare e con struttura in muratura. Il tetto a doppio spiovente inizialmente era ricoperto di paglia o di foglie, poi di lastre di pietra o tegole.

Dal lato della facciata, che presenta un aspetto “cuspidale”, si apre la porta d'ingresso, su quello opposto proprio sotto il tetto c'è una piccola finestra, sui muri laterali sono realizzate delle aperture. Davanti alla porta d'ingresso può esserci una tettoia per eseguire le operazioni di battitura e conservare la legna da ardere; talvolta, l'essiccatoio presenta anche un locale annesso per gli attrezzi. All'interno è formato da due piani; a circa due metri da terra si trovano dei travicelli disposti trasversalmente i quali sostengono un canniccio in modo che tra l'una e l'altra canna sia lo spazio di un centimetro circa: qui si buttano le castagne man mano che vengono raccolte (strato minimo 20 cm, strato massimo 50 cm) attraverso la finestrina.

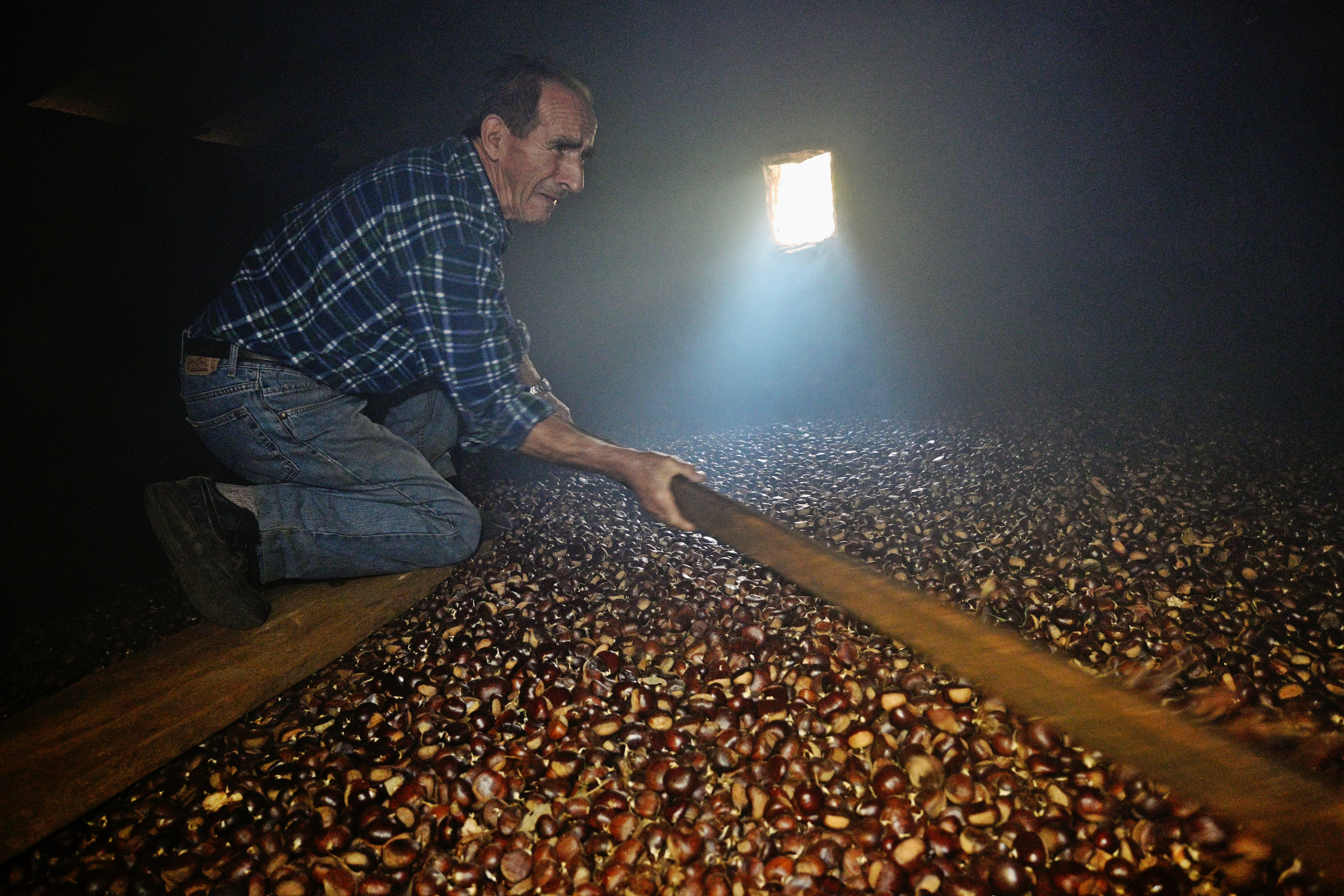
Monitoraggio della fase di essiccazione nel metato, foto scattata nel comune di Borgo a Mozzano

Le castagne devono essere rigirate spesso e questo comporta la presenza continua di qualcuno. Se l'essiccatoio è vicino si può tornare a casa ogni sera, ma se è lontano una volta alla settimana, in genere la domenica. Al piano terreno si accende il fuoco che deve essere tenuto vivo giorno e notte per circa un mese, a seconda del quantitativo delle castagne, in modo contenuto (se la temperatura è troppo alta la farina sarà scadente) ed alimentato tre volte al giorno con legna di castagno o prodotti forestali di scarto. Il calore costante è garantito dall'utilizzo della pula dell'anno precedente. Quando battendo una castagna contro un'altra esse si sbucciano l'essiccazione è completata; allora si toglie il fuoco, si pulisce il pavimento dell'essiccatoio e si fanno cadere le castagne dai cannicci per accantonarle in un angolo e procedere alla battitura, quando sono ancora calde.
“Si va a levar la volpe” è una vecchia espressione lucchese con la quale s'indicava l'azione di andare a togliere dall'essiccatoio un piccolo quantitativo di castagne essiccate per sovvenire alle necessità urgenti della famiglia, in quei casi in cui la farina dell'anno precedente era stata già tutta consumata.
Un'analisi riportata da Mario Buccianti dimostra che per produrre un quintale di farina, alla fine del 1900, erano necessarie, in media, 36 ore di manodopera, aventi un costo pari all'80%-90% del ricavato, ottenuto vendendo farina insacchettata in contenitori di dimensioni varia (kg. 0,500-1,5) al prezzo medio di £. 5.000.

Inoltre con l'essiccamento le castagne si riducono a circa un terzo del loro volume, cioè tre ettolitri di castagne fresche producono un ettolitro di castagne secche. Le bucce delle castagne rappresentano circa il 20% del peso totale.
Intorno al 1990 il Comune di Vagli Sotto (LU) ha finanziato la realizzazione di un essiccatoio ad energia solare nella località Roggio, ma il risultato è stato negativo, perché il mese di novembre, ed in particolare nel settore apuano, non è indicato per sfruttare l'energia solare.

## Battitura
La battitura (o pestatura) è un procedimento con cui avviene la sgusciatura delle castagne e la tecnica varia di zona in zona con l'utilizzo anche di diversi strumenti (sacchi, pigione, mazzaranga). Normalmente veniva svolta dagli uomini; a donne e ragazzi era affidato il compito della ventilatura o vassoiatura che consisteva nell'eliminazione della pula. Dopo una ripassatura segue la cernita, cioè l'eliminazione delle castagne non idonee; infine, si passa alla separazione delle castagne per grossezza, destinandone la “prima scelta” alla vendita o per il consumo diretto del coltivatore.
Oggi tutte queste operazioni, che in passato duravano un'intera nottata, vengono effettuate dalle macchine sgusciatrici-spelatrici, mondacastagne, vagliatrici, turbina-battitrice. 	

## Caratteristiche botaniche

### Elementi costitutivi della castagna
1. Pericarpo (buccia) : si presenta liscio, consistente, di colore marrone con tonalità variabile, a volte con striature esterne e una peluria interna.
2. Ilo o cicatrice ilare: parte basale del frutto, di colore chiaro e di dimensione variabile; presenta una raggiatura stellare con pelosità residua o meno e granulazioni puntiformi, chiamate granuli migliari.
3. Torcia: apice della castagna costituito dai residui del perianzio e degli stili disseccati.
4. Episperma: pellicola di colore camoscio in cui è avvolto il seme e che può penetrare o meno nella massa cotiledonare (polpa).
5. Seme: può essere formato da uno (come nei Marroni) o due cotiledoni, ed è ricco di amido, sodo, biancastro all'interno e giallastro all'esterno.

### Descrizione del riccio
In un primo momento è di colore verde; in seguito alla maturazione (quando si apre in 2-4 valve) diventa giallo–brunastro. Internamente è di colore crema, rivestito da fine peluria. La cupola è di forma sub-sferica con un diametro variabile da 6–7 cm nelle piante selvatiche a 10–15 cm in quelle coltivate.

Alla fine del Novecento i cardi vuoti e le foglie raccolte venivano usati come lettiera per il bestiame bovino, ma non per quello ovino perché i cardi si attaccavano al vello.

## Fasi fenologiche

### Maturazione e caduta frutti
Il castagno, come altre specie da frutto, dopo un periodo di riposo invernale, vive da marzo-aprile a novembre un'intensa attività vegetativa e riproduttiva durante la quale germogli, foglie, organi fiorali e frutti crescono e si sviluppano.
La maturazione dei frutti può avvenire più o meno tardivamente: per esempio il processo è assai precoce per gli ibridi euro-giapponesi che già fruttificano a fine agosto, mentre solitamente i Marroni fanno parte delle specie a maturazione tardiva.
Quando le castagne sono mature, ricci e castagne possono seguire differenti processi di distacco dalla pianta: i ricci possono aprirsi a maturità, lungo linee di satura, in 2-4 valve, oppure possono rimanere attaccati al ramo e, aprendosi, liberare le castagne che cadono a terra mature; la maggior parte delle volte, però, i ricci cadono a terra integri, chiusi o semi-aperti, trattenendo i semi nell'involucro.
Ciascuna modalità di distacco ha conseguenze immediate sulla raccolta e sulla sanità del prodotto: i semi che cadono racchiusi nel riccio sono meglio protetti, non subiscono lesioni meccaniche e minori sono gli attacchi da parte di batteri patogeni rispetto a quelli in caduta libera; inoltre, è facilitata la raccolta meccanica per raccattatura e successiva separazione delle castagne dai ricci. Per contro, i semi che cadono liberi rendono agevole la raccolta manuale, a patto che essa avvenga frequentemente per evitare che i semi siano attaccati dai batteri patogeni.
| Epoca                       | Sviluppo vegetativo                | Fioritura maschile                                                               | Fioritura femminile: Maturazione frutti |
| --------------------------- | ---------------------------------- | -------------------------------------------------------------------------------- | --------------------------------------- |
| Metà - fine marzo           | Rigonfiamento gemme                |                                                                                  |                                         |
| Fine marzo - inizio aprile  | Rottura perule                     |                                                                                  |                                         |
| Metà - fine aprile          | Sviluppo foglioline, caduta perule | Comparsa amenti (lunghezza 0,5–1 cm)                                             |                                         |
| Metà maggio - inizio giugno | Completo sviluppo foglie           | Glomeruli dei fiori ben evidenti. Gli amenti raggiungono la lunghezza definitiva | Comparsa fiori                          |
| Metà - fine giugno          |                                    | Comparsa stami. Per le varietà astaminee: apertura perigonio                     | Ingrossamento fiori                     |
| Giugno - metà luglio        |                                    | Emissione polline, piena fioritura (50% amenti)                                  | Stili ben visibili, stimmi recettivi    |
| Fine agosto - novembre      |                                    |                                                                                  | Maturazione frutti                      |

## Castagna e marrone
La differenza base fra castagne e marroni è che nella castagna la percentuale di frutti settati è maggiore del 12%, mentre nei marroni è minore del 12%. Spesso questa definizione non accontenta i castanicoltori e i commercianti che differenziano le due specie tramite differenze varietali. In Italia con marroni si intendono particolari cultivar di ottima qualità, con frutti adatti alla canditura, che presentano una superficie ilare di forma quasi rettangolare, una buccia chiara, brillante, con striature avvicinate spesso al rilievo e con una polpa senza cavità e facilmente separabile dall'episperma, che non si introduce all'interno del cotiledone (frutti non settati); inoltre, le piante di questi frutti sono più esigenti e meno produttive rispetto ai castagni ordinari, ed i ricci presentano solitamente 1 o 2 semi, mai settati e dal sapore dolce.

## Miglioramento genetico

### Caratteri del seme
Per le cultivar da frutto, le finalità dei lavori di miglioramento sono per lo più quelle classiche: buon comportamento agronomico, qualità del prodotto in funzione della destinazione commerciale, idoneità a conservazione, lavorazione e trasformazione del frutto.

Per i semi destinati al mercato del fresco i caratteri ricercati sono: 
- grosso calibro
- forma rettangolare e simmetrica
- epicarpo lucente, non troppo scuro, con striature accentuate
- polpa consistente, senza cavità, non settata, saporita e dolce.

I semi di grossa pezzatura facilitano raccolta e lavorazione, in particolare la canditura nei Marrons glacés. Semi di media o piccola pezzatura, facilmente pelabili e dolci, sono idonei a essere trasformati in farina o conservati in vario modo (secchi, sotto vuoto, surgelati, in sciroppo acquoso) per venire utilizzati, già pelati, tutto l'anno; la pezzatura non riveste particolarmente rilievo per il prodotto destinato all'industria.
Tratti tecnologici di pregio dei semi, indipendenti dalla destinazione commerciale, sono: 
- facile pelabilità
- episperma che non si insinua nel seme
- semi senza cavità, monoembrionici
- buccia priva di fenditure
- resistenza a Cydia, Curculio e ad altri insetti
- resistenza ai funghi quali Cyboria e ad altri agenti responsabili di infezioni fungine durante la conservazione.

### Obiettivi del miglioramento genetico
| Frutto                                                          | Riccio                                           |
| --------------------------------------------------------------- | ------------------------------------------------ |
| Pezzatura elevata per consumo fresco e canditura                | Deiscente per la raccolta manuale                |
| Pezzatura medio - piccola per essiccazione, farina, caldarroste | Non deiscente per raccolta meccanica             |
| Colore non troppo scuro, brillante con striature evidenti       | Spine lunghe e fitte per resistenza agli insetti |
| Uniformità di pezzatura                                         |                                                  |
| Seme monoembrionale                                             |                                                  |
| Facile eliminazione dell'episperma (manuale o meccanica)        |                                                  |
| Assenza di cavità all'interno del seme                          |                                                  |
| Assenza di intrusioni dell'episperma                            |                                                  |
| Buon sapore, aromatico                                          |                                                  |
| Consistenza adeguata                                            |                                                  |
| Attitudine alla canditura                                       |                                                  |
| Resistenza a Cydia spp., Curculio elephas, Cyboria batschiana   |                                                  |

## Insetti dannosi

### Cydia fagigladana(Tortrice intermedia delle castagne)
La C. fagigladana è diffusa in Russia, Iran ed Europa. In Italia la specie è presente nei castagneti del centro ed in quelli del sud, in particolare in Campania; nei castagneti del settentrione, invece, i suoi rilevamenti sono assai minori: nel Piemonte Nord-occidentale, in indagini risalenti agli anni novanta, questo parassita non è mai stato reperito. L'insetto adulto ha un'apertura alare di 13–19 mm, è di colore bruno con striature chiare a “spina di pesce”. A maturità diviene una larva rossastra di 14–17 mm che vive scavando gallerie nell'endosperma di faggiole, ghiande e castagne.

### Cydia splendana(Carpocapsa o tortrice tardiva delle castagne)
La C. splendana presenta una distribuzione euroasiatica. In Italia la specie è distribuita in tutte le aree dove vegeta il castagno. L'insetto adulto ha un'apertura alare di 16–19 mm, è di colore grigio cenere e bruno. A maturità si trasforma in una larva biancastra o rosea lunga 12–16 mm, che si nutre prevalentemente di castagne e faggiole, ma anche di noci.

### Pammene fasciana(Tortrice precoce delle castagne o del faggio)
La P. fasciana presenta una distribuzione euroasiatica ed è diffusa in tutta Italia. L'insetto adulto ha un'apertura alare di 15–18 mm ed è di colore bianco-avorio. A maturità diviene una larva di 11–13 mm, di colore biancastro o roseo, che vive a spese dei semi di castagno, faggio, quercia e acero. Per quanto riguarda il castagno, il parassita attacca direttamente i giovani ricci nei quali scava una galleria interna, passando così da cupola a cupola.

### Curculio elephas(Balanino o punteruolo delle castagne)
Il C. elephas è comunemente diffuso in Europa meridionale e nelle aree montane dell'Africa del Nord (Algeria). In Italia il parassita è presente in tutte le aree dove vegeta il castagno.
L'insetto adulto è giallastro - grigio con antenne e zampe rossastre, è privo di ali ed è lungo dai 6 ai 10,5 mm. A maturità diviene una larva priva di zampe di 12–15 mm, di colore biancastro con il capo bruno-nerastro. L'insetto vive sui castagni e sulle querce, mentre gli adulti si nutrono delle giovani gemme, le larve si sviluppano all'interno dei semi delle piante ospiti. Le ghiande e le castagne che cadono anticipatamente dal ramo sono i frutti danneggiati dal C. elephas, danno che varia a differenza della spinosità del riccio.

## Uso del frutto

### Qualità in post raccolta
La castagna, come altri semi, ha un'elevata attività metabolica nei giorni che seguono la fuoriuscita del riccio o la cascola dall'albero: i carboidrati presenti in quantità rilevante nella polpa sono utilizzati nella respirazione dei tessuti con produzione di calore, oltre che di CO2 e acqua.

L'ammassamento e la temperatura ambientale concorrono ad accelerare lo sviluppo di muffe e marciumi di partite con eccesso di umidità, mentre un'asciugatura troppo rapida stacca l'episperma e permette alle crittogame di intaccare il seme.

Per lo stoccaggio di grandi masse, dove agli effetti dell'attività metabolica delle castagne si sommano quelli degli agenti patogeni, vanno previste celle frigorifere in grado di eliminare con la ventilazione l'eccesso di calore.

Non sono da sottovalutare neanche i rischi di contagio, durante lo stoccaggio in cella, da parte di muffe presenti nei cassoni o su altre castagne, mentre la differenza di temperatura tra frigorifero e semi favorisce condensazioni e ammuffimenti.

Pertanto le castagne, pur essendo considerate dal punto di vista merceologico tra i frutti secchi, si differenziano da essi, oltre che per il basso contenuto lipidico, soprattutto per la difficoltà di conservazione.

La polpa, costituita da circa il 50% di acqua, e l'epicarpo, poroso e non lignificato, favoriscono lo scambio gassoso con l'ambiente e gli attacchi da parte di numerosi insetti e patogeni fungini.

Nella conservazione si affiancano tecniche antiche e moderne, ma la qualità finale è fortemente condizionata dallo stato sanitario del prodotto alla raccolta e dal processo di lavorazione volto a scartare i frutti alterati, arrestare le infezioni fungine per prolungare nel tempo le caratteristiche organolettiche, mediante un controllo assiduo del tenore in acqua delle castagne.

### Mercato del fresco
A questo settore, di notevole importanza, sono destinate le primizie, immediatamente confezionate e commercializzate dopo la raccolta. Esse rappresentano però una piccola quota del mercato del fresco, alimentato da produzioni di castagne e Marroni generalmente migliori per caratteristiche organolettiche. Queste primizie vengono sottoposte, prima della commercializzazione, a trattamenti di condizionamento volti a garantire sanità del prodotto e prolungarne il periodo di vendita, evitando flessione dei prezzi del periodo successivo alla raccolta. Il mercato impone, con forza sempre maggiore, che i frutti siano coinvolti nell'eliminazione dei parassiti animali (sterilizzazione) e sottoposti a trattamenti di conservazione a medio termine (curatura).

### Lavorazioni per il mercato del fresco
All'inizio della filiera viene effettuata la precalibratura: i frutti con calibro inferiore ai 25 mm vengono inviati all'industria, quelli con calibro compreso tra i 26–27 mm alla curatura, mentre quelli con calibri superiori sono sottoposti subito a sterilizzazione.

Al termine dei trattamenti conservativi prescelti (sterilizzazione con o senza curatura), le castagne subiscono una calibratura: cilindri rotanti, con fori di diametro prestabilito, sono in grado di suddividere il prodotto in base alla pezzatura, con scarti di 0,5 mm. All'inizio della catena di selezione si trovano i crivelli in grado di trattenere le castagne più grosse e rilasciare le altre, in modo da minimizzare i tempi della loro permanenza nella calibratrice, e passarle subito alle operazioni di cernita, spazzolatura e confezionamento, mentre i frutti di pezzatura minore vengono trasportati, su nastro, al selettore successivo, per una nuova calibratura, con fori di diametro inferiore.

Con la cernita si elimina tutto ciò che è bacato, alterato e difettoso: le castagne, disposte su nastri trasportatori, vengono selezionate accuratamente a mano.

La spazzolatura, effettuata con cilindri muniti di setole corte e fitte, oltre a ridare lucentezza ai frutti, elimina eventuali muffe superficiali sviluppatesi sull'epicarpo e allontana impurità e polveri.

Castagne e Marroni, infine, vengono confezionati, per pezzatura e trattamento, in sacchi di rete di plastica o di iuta, all'esterno dei quali sono apposte le informazioni di denominazione, sede e eventuali marchi commerciali, di processo o di origine geografica.

## Metodi di conservazione

### Ricciaia
Nei tempi antichi le castagne, ancora chiuse nei ricci, venivano ammassate in cumuli di 0,5–1 m posti sopra una piattaforma di terra battuta e ricoperte di foglie, felci e altri materiali vegetali periodicamente inumiditi. Questo ammasso organico prende il nome di ricciaia e al suo interno i frutti subiscono un parziale processo di fermentazione e si conservano integri e lucidi come appena raccolti per alcuni mesi.

Questo sistema, ormai caduto in disuso, favoriva l'apertura dei cardi ed era indicato per le varietà di ricci che a maturazione cadono dalla pianta ancora chiusi.

### Curatura o idroterapia
Ancora oggi il metodo adoperato per la conservazione delle castagne è quello della curatura, un tempo chiamata “novena” perché durava nove giorni. La pratica consiste nell'immergere le castagne in acqua, a temperatura ambiente, per un periodo che varia dai 4 ai 10 giorni. A causa della mancanza di ossigeno in immersione, i batteri presenti nei frutti vengono eliminati e si sviluppano microrganismi che favoriscono una leggera fermentazione.

### Sterilizzazione o termo idroterapia
I frutti vengono immersi per 45 minuti circa in vasche di acqua calda a 50° (massima temperatura sopportabile dalle proteine senza denaturarsi). A fine trattamento le castagne subiscono il raffreddamento tramite getti d'acqua e l'asciugatura: queste tre fasi sono sufficienti per il consumo a breve termine, mentre per il commercio a medio - lungo termine è necessario che la termo idroterapia sia seguita dalla curatura.

### Refrigerazione
Esistono due variabili per il metodo di conservazione della refrigerazione: quella in atmosfera normale (AN) e quella in atmosfera controllata (AC). Nella prima pratica sono impiegate celle frigorifere con temperatura compresa tra 0 e +2 °C ed umidità del 90-95%, nella seconda sono impiegate celle frigorifere con temperature prossime a 0 °C, alti tassi di CO2 e bassi tenori di O2, per rallentare le attività metaboliche e ridurre l'invecchiamento dei frutti.

### Surgelazione
Le castagne sbucciate vengono conservate a -18/-20 °C per un periodo di 6-12 mesi, senza alterazioni. Al termine della pratica, lo scongelamento avviene per semplice trasferimento a temperatura ambiente, oppure per immissione di vapore acqueo, acqua tiepida o acqua fredda.

### Essiccazione
Antico procedimento adottato per secoli in tutte le realtà castanicole italiane, come testimoniano i numerosi essiccatoi ancora oggi presenti. Questo metodo di conservazione è utilizzato tutt'oggi per la produzione di prodotti tradizionali e inoltre attraverso l'essiccazione i frutti acquistano digeribilità, un aumento dei principi attivi e degli elementi minerali, e si conservano per lungo tempo (oltre i 12 mesi) senza alterazioni.

## Trasformazione industriale

### Prodotti finiti
L'industria propone un'ampia gamma di trasformati conosciuti e apprezzati da secoli. Marroni e castagne sono offerti dal mercato durante tutto l'anno e si possono trovare in soluzione acquosa, a secco, sotto vuoto, surgelati, sciroppati, canditi, glassati, sott'alcol, sotto forma di purea e crema dolce, macinati in farina, trasformati in muesli, zuppe, prodotti per neonati, e infine sotto forma di bevande quali alcol di castagne, liquori, birra e bibite analcoliche.

## Valore nutritivo
La castagna è un alimento sano e molto nutriente. A differenza dei frutti a polpa (mele, pesche, …), la castagna fresca ha un contenuto d'acqua del 50% circa (secca del 10%), un contenuto calorico di 200 kcal ogni 100 g (secca 350Kcal/100 g), un buon contenuto di fibra (7-8%), un eccellente apporto di glucidi zuccherini e amilacei (35% circa), un discreto contenuto di proteine di qualità, una bassa percentuale di grassi (3 g/1 hg), un'alta percentuale di potassio, altri sali minerali come magnesio, calcio, zolfo e fosforo; infine, possiede vitamine idrosolubili (B1, B2, PP, C).

## Cosmesi e medicina popolare
La castagna è stata nel tempo un importante ingrediente di rimedi terapeutici di ampia diffusione popolare.

Nel Medioevo, per combattere emicrania e gotta, era consigliata acqua di lessatura di foglie e bucce di castagna; a chi soffriva di dolori cardiaci si raccomandavano le castagne crude e a chi soffriva di problemi alla milza si suggerivano le caldarroste. Le castagne lesse, pestate e unite a miele aiutavano i malati di fegato, mentre con l'aggiunta di pane grattugiato, liquirizia e felce dolce erano rimedio per i disturbi di stomaco.

Nei tempi antichi castagne secche macinate, unite a sale e miele, venivano utilizzate contro i morsi di cani o in caso di avvelenamento. 
Inoltre, per i presunti effetti antipiretici, le castagne rientravano nelle diete dei malati di febbre terzana e in quelle per la prevenzione dalla peste, soprattutto se cotte con prugne.

In passato si attribuivano alle castagne effetti afrodisiaci, mentre la farina era impiegata nel caso di mestrui abbondanti, per i dolori renali in gravidanza, per prevenire i rischi di aborto e, mescolata con aceto e farina d'orzo, per guarire la mastite. In caso di tosse la castagna era usata per la sua azione espettorante ed antispasmodica. Infine questi frutti erano impiegati anche per favorire la crescita dei capelli, combattere la calvizie e curare la tigna.
La medicina odierna non riconosce alla castagna tutte le virtù terapeutiche che le erano attribuite nel passato; tuttavia ne conferma il valore energetico, la proprietà remineralizzante e tonicizzante; non a caso la castagna è considerata un alimento ottimale per gli sportivi, in quanto il potassio contribuisce a ridurre l'affaticamento muscolare.

## Riti e usanze
Talvolta, il ciclo biologico del castagno era abbinato dalle popolazioni montanare alle ricorrenze del calendario liturgico cattolico, a cominciare dalla fioritura, per continuare con l'ingrossamento e la maturazione; in Garfagnana (LU), ad esempio, erano diffusi i seguenti detti:
1. “per S. Giacomo e S. Anna allegano i fiori in castagna” (25-26 luglio)
2. “per S. Maria la castagna cria” (15 agosto)
3. “per S. Luca la castagna si pilucca” (18 ottobre)

E nella metà di novembre, in molti borghi si svolgono le tradizionali castagnate autunnali dove si può gustare le specialità a base di castagna come le caldarroste e altri piatti tipici.
In Emilia-Romagna (nella zona tra Castenaso, Budrio e Medicina, in provincia di Bologna) esiste un termine, "ansali", che si riferisce alle castagne cotte e affumicate, e consumate il giorno di Santa Lucia, 13 dicembre. Un gusto simile è quello del Lagavulin, scotch whiskey scozzese invecchiato in botti di legno.
Il castagno, infine, ha acquisito un valore simbolico: in Cina la tradizione ne ha fatto il simbolo della previdenza, in quanto il frutto serve da nutrimento per tutto l'anno; altrove rappresenta la giustizia. 
Nel linguaggio araldico il frutto è simbolo di “resistenza, virtù nascoste e fede inalterabile”.

## Galleria d'immagini

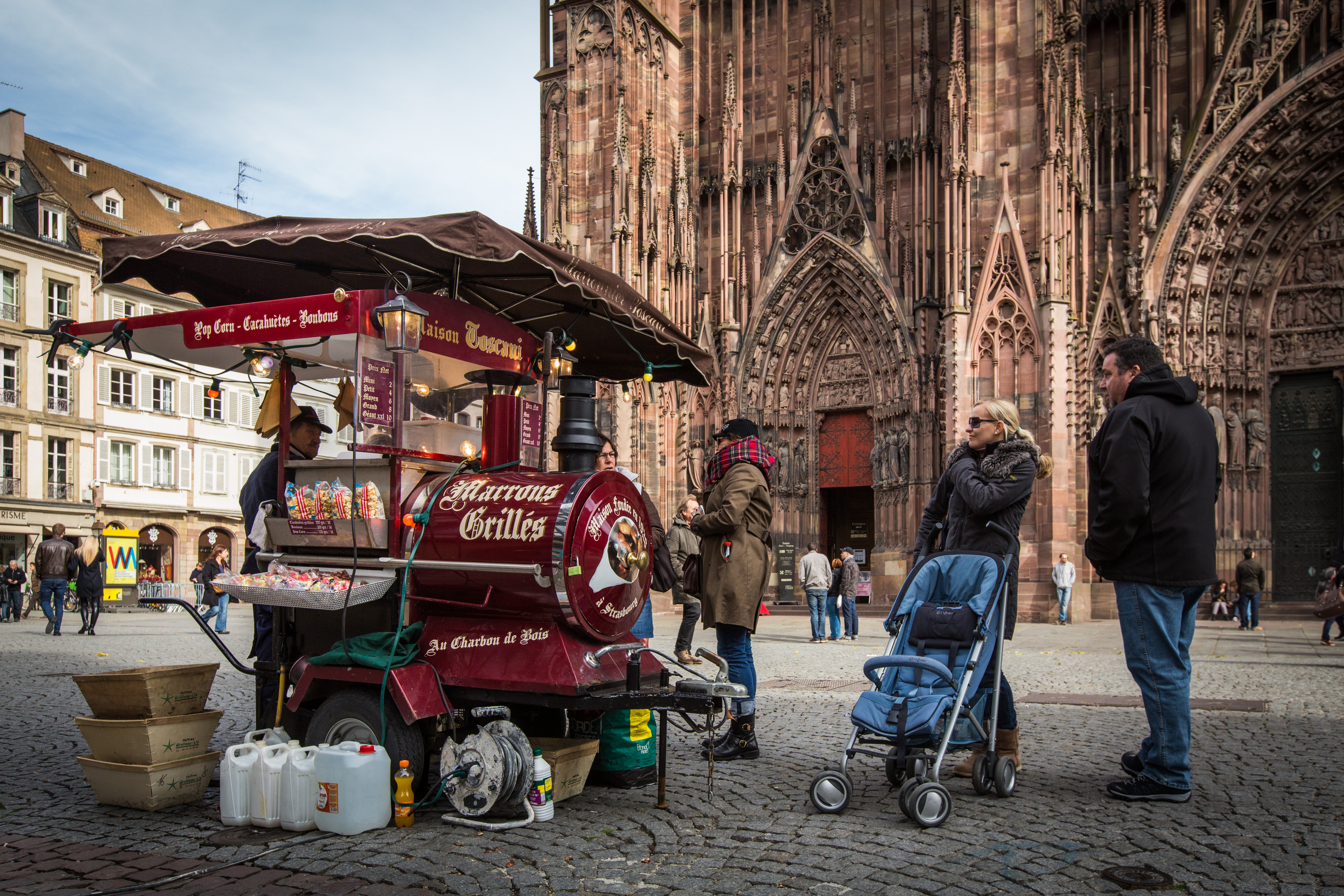
Caldarrostaro a Strasburgo
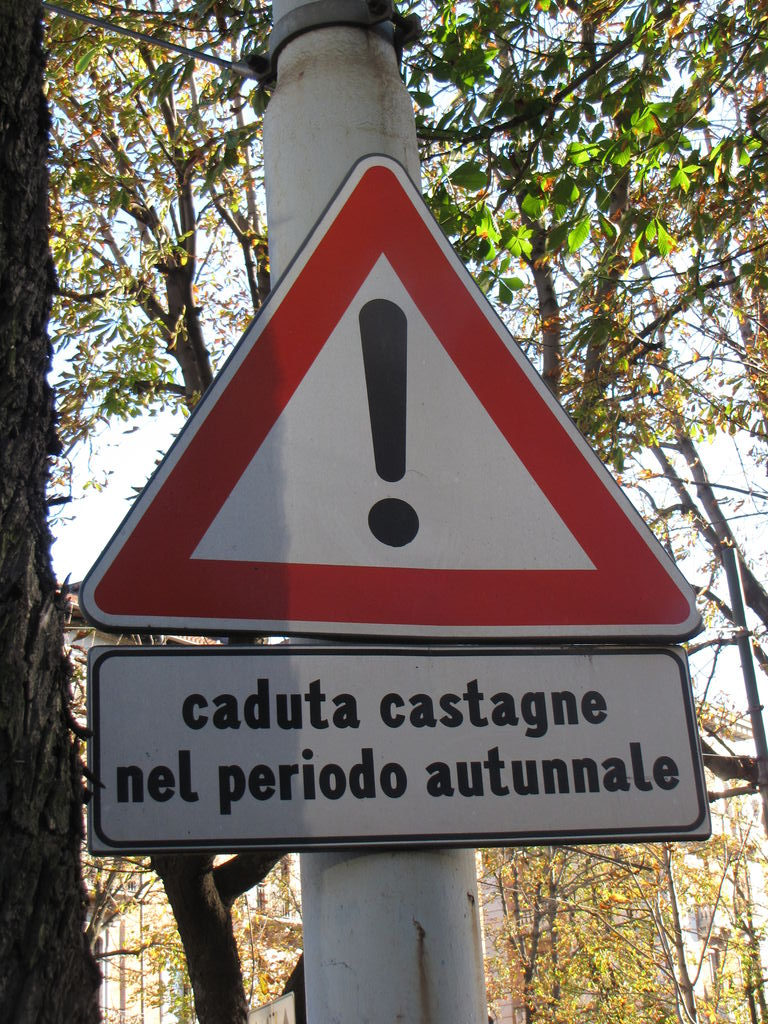
Cartello nel Piemonte
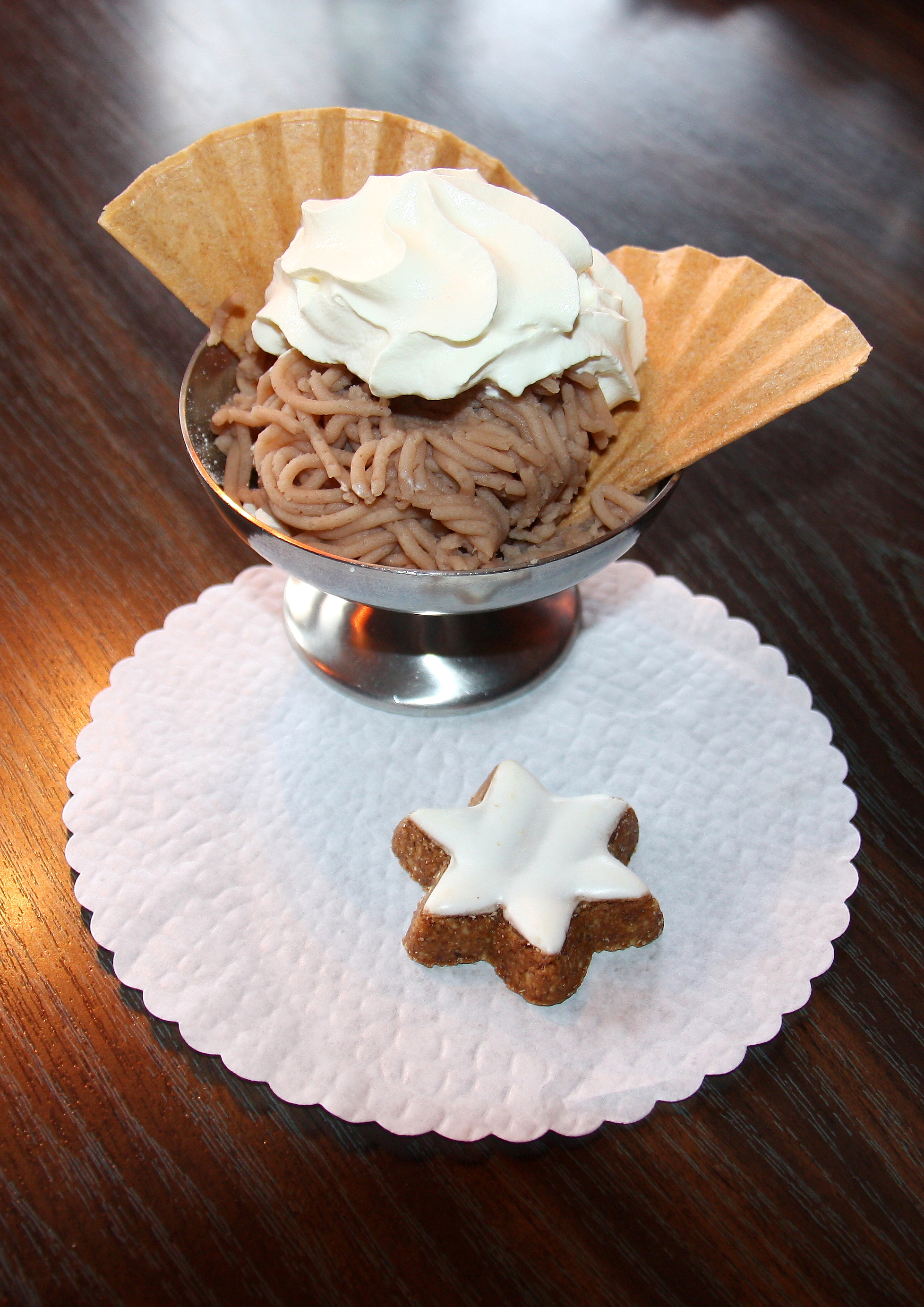
Vermicelles con panna montata
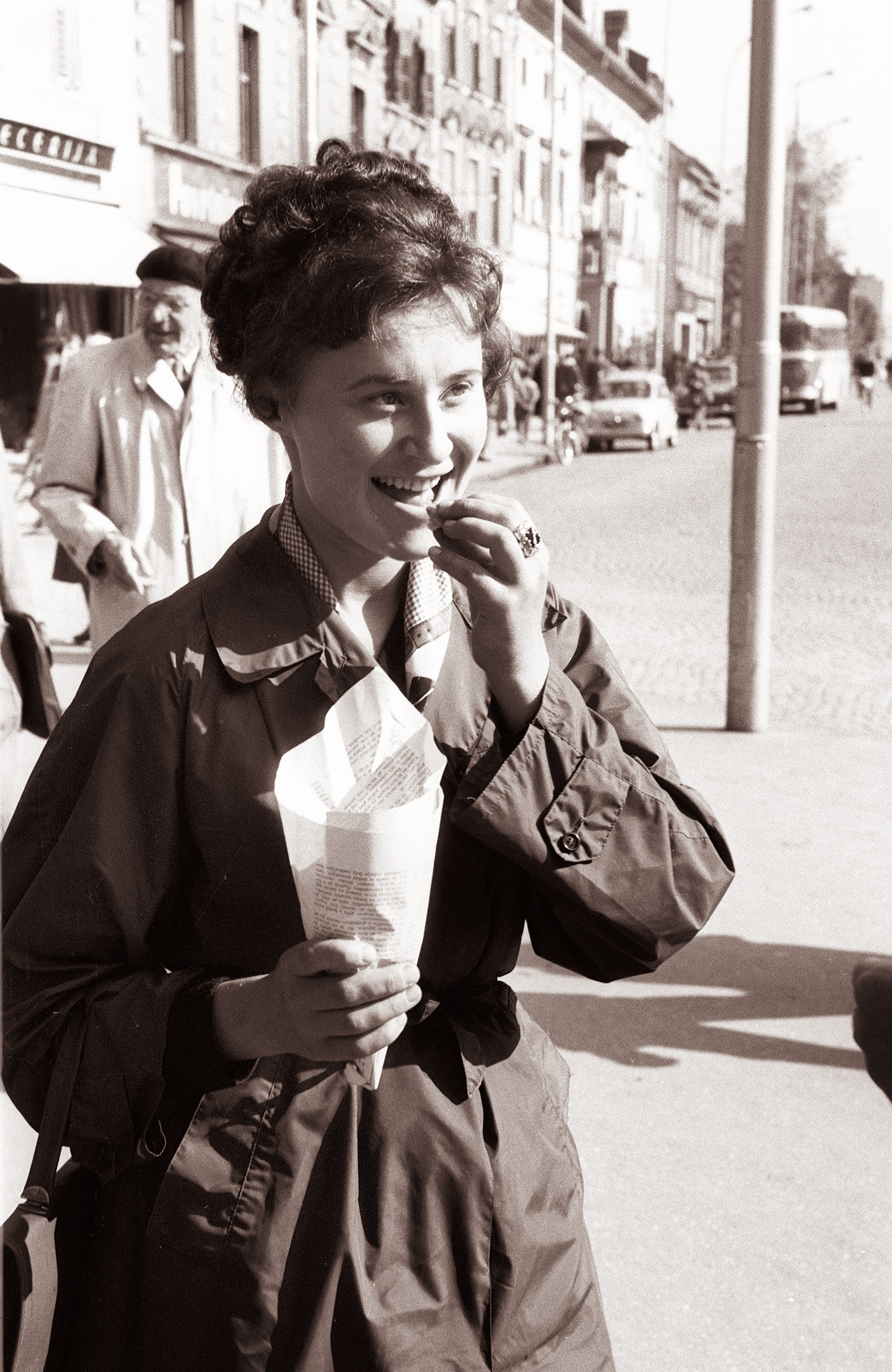
Donna e cartoccio di castagne, a Marburgo (1961)
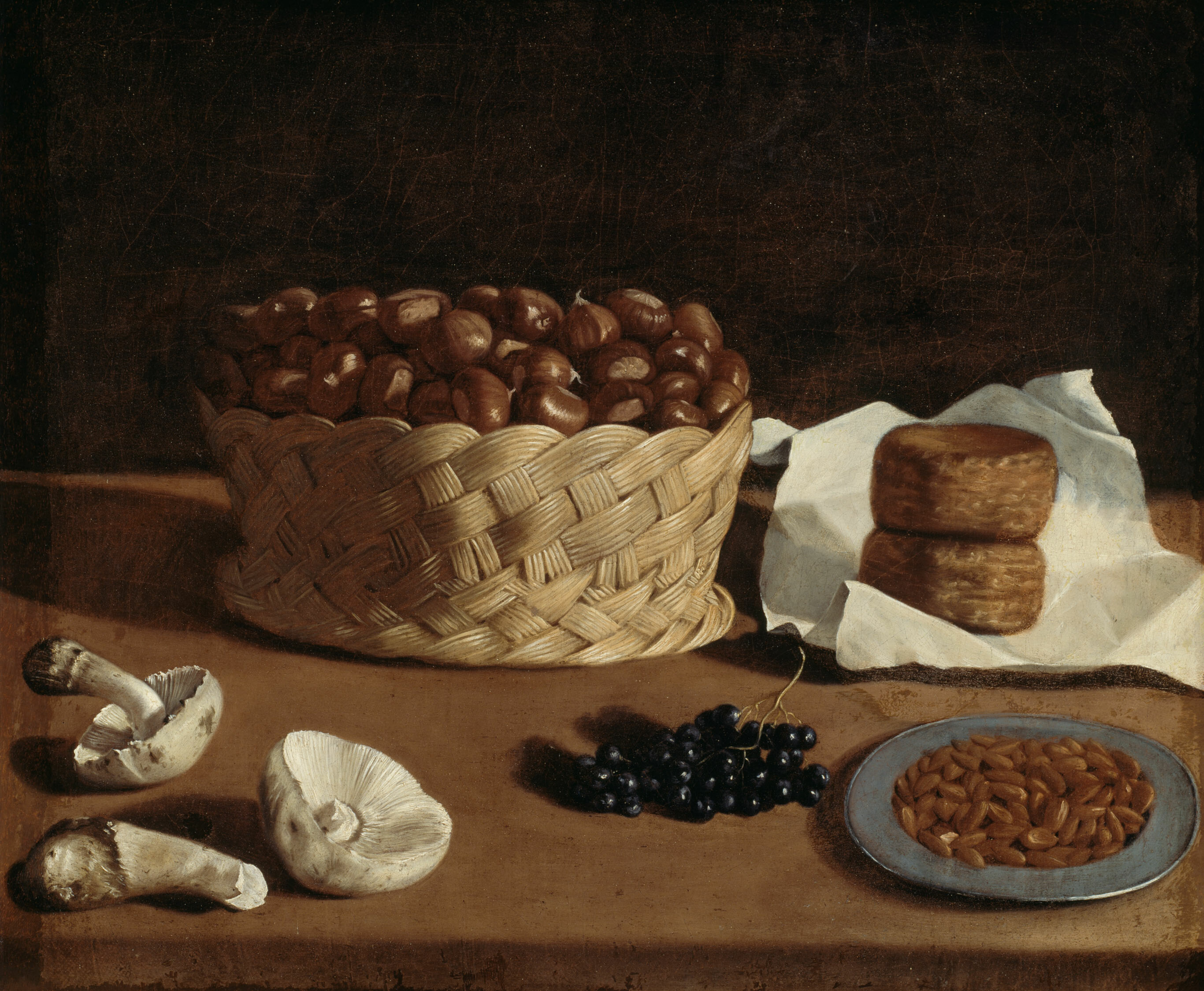
Natura morta di Paolo Antonio Barbieri (c. 1640)
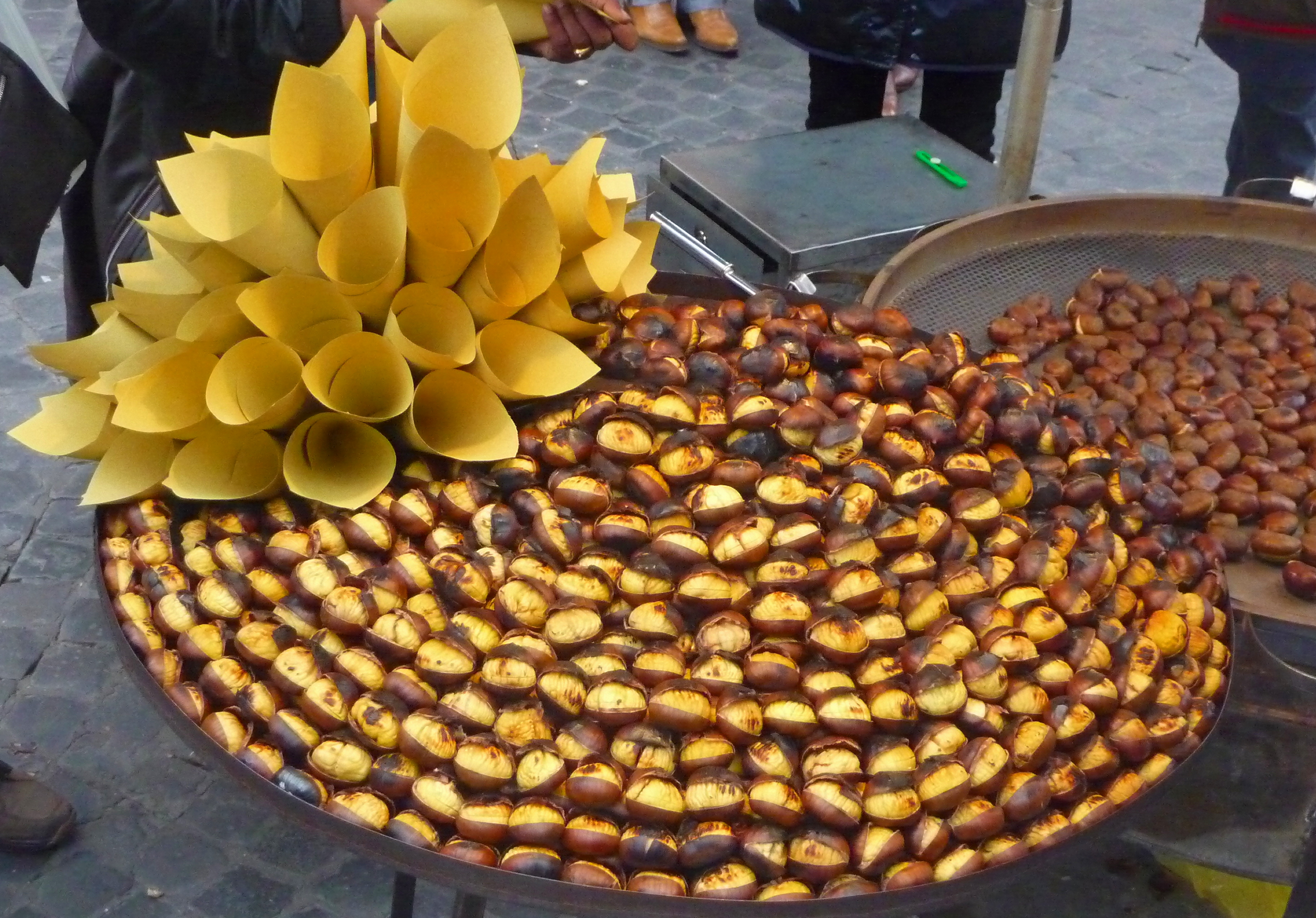
Esposte per la vendita al dettaglio
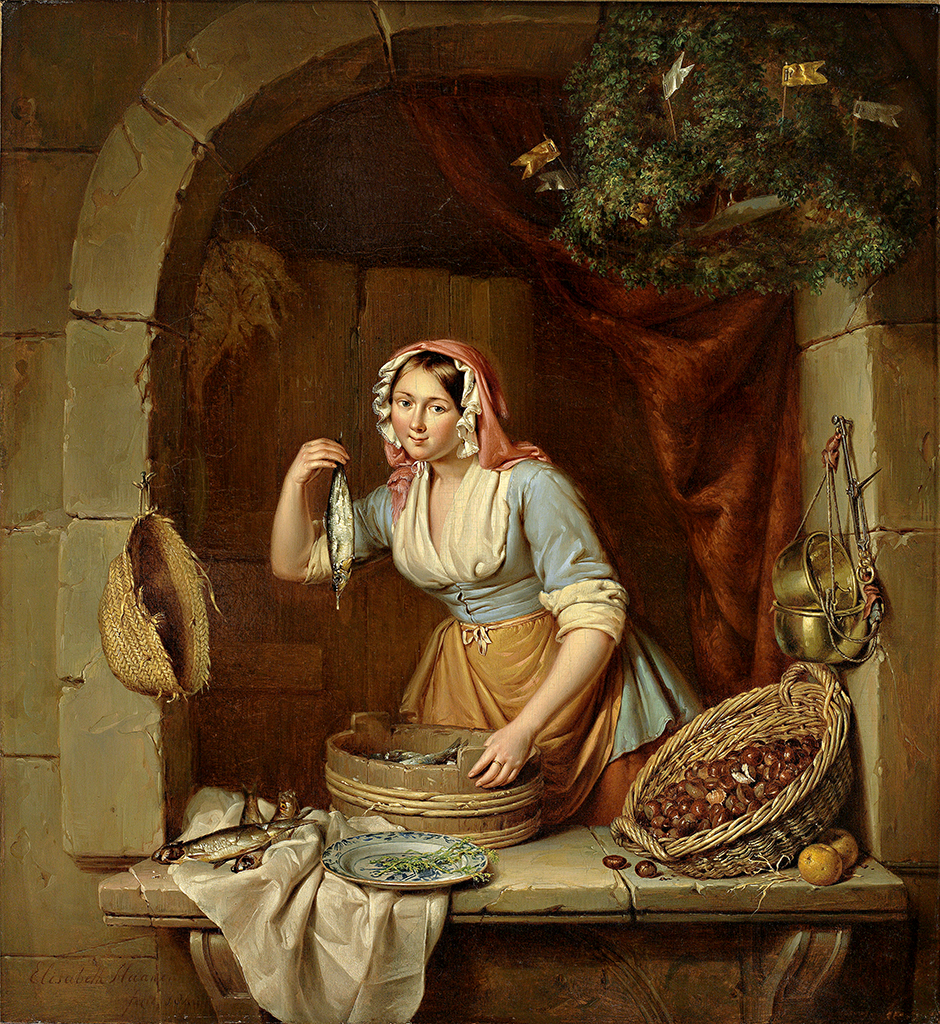
Venditrice di aringhe e marroni, opera di Elisabeth Alida Haanen (1840)
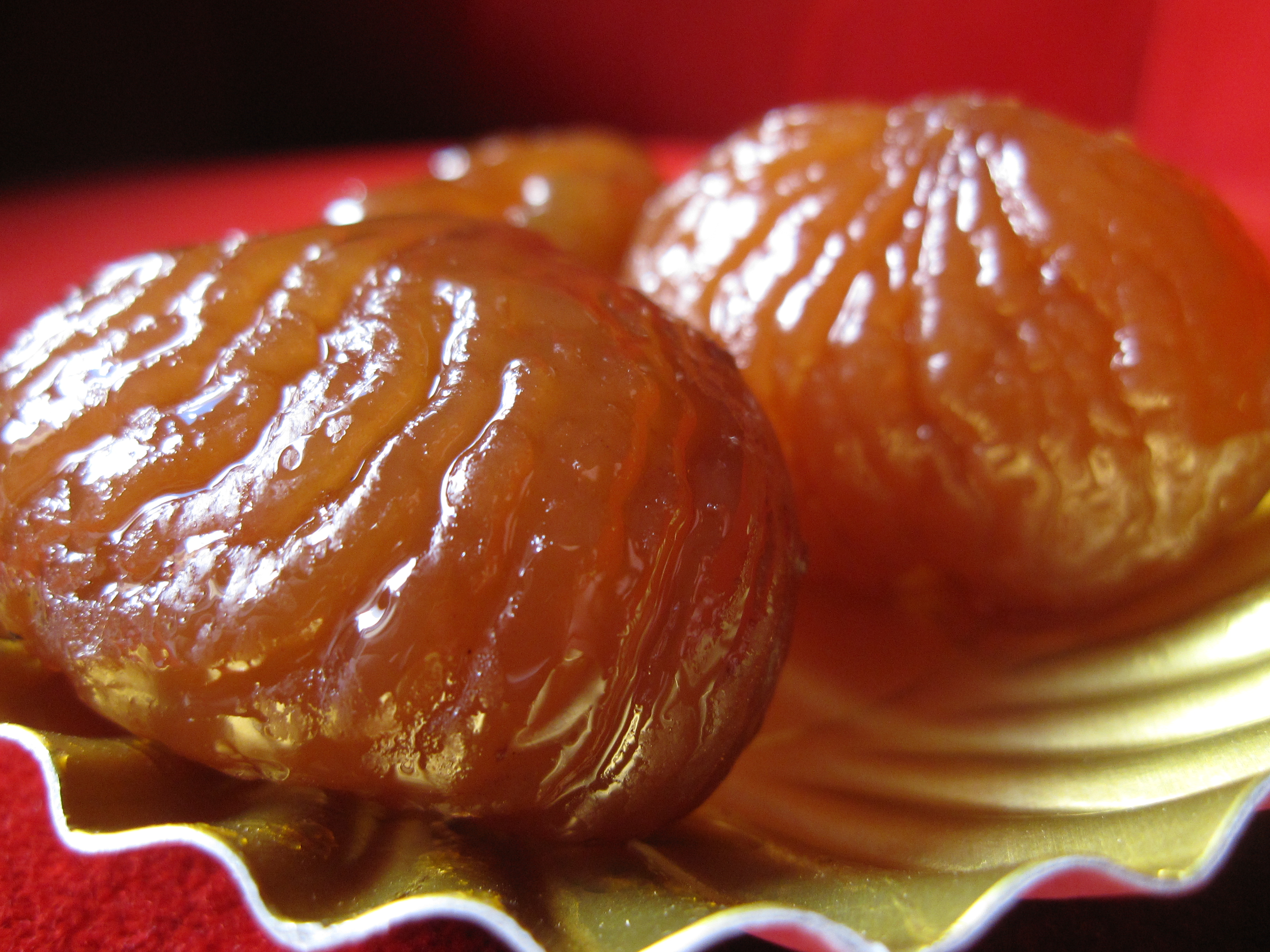
Primo piano: marrons glacés
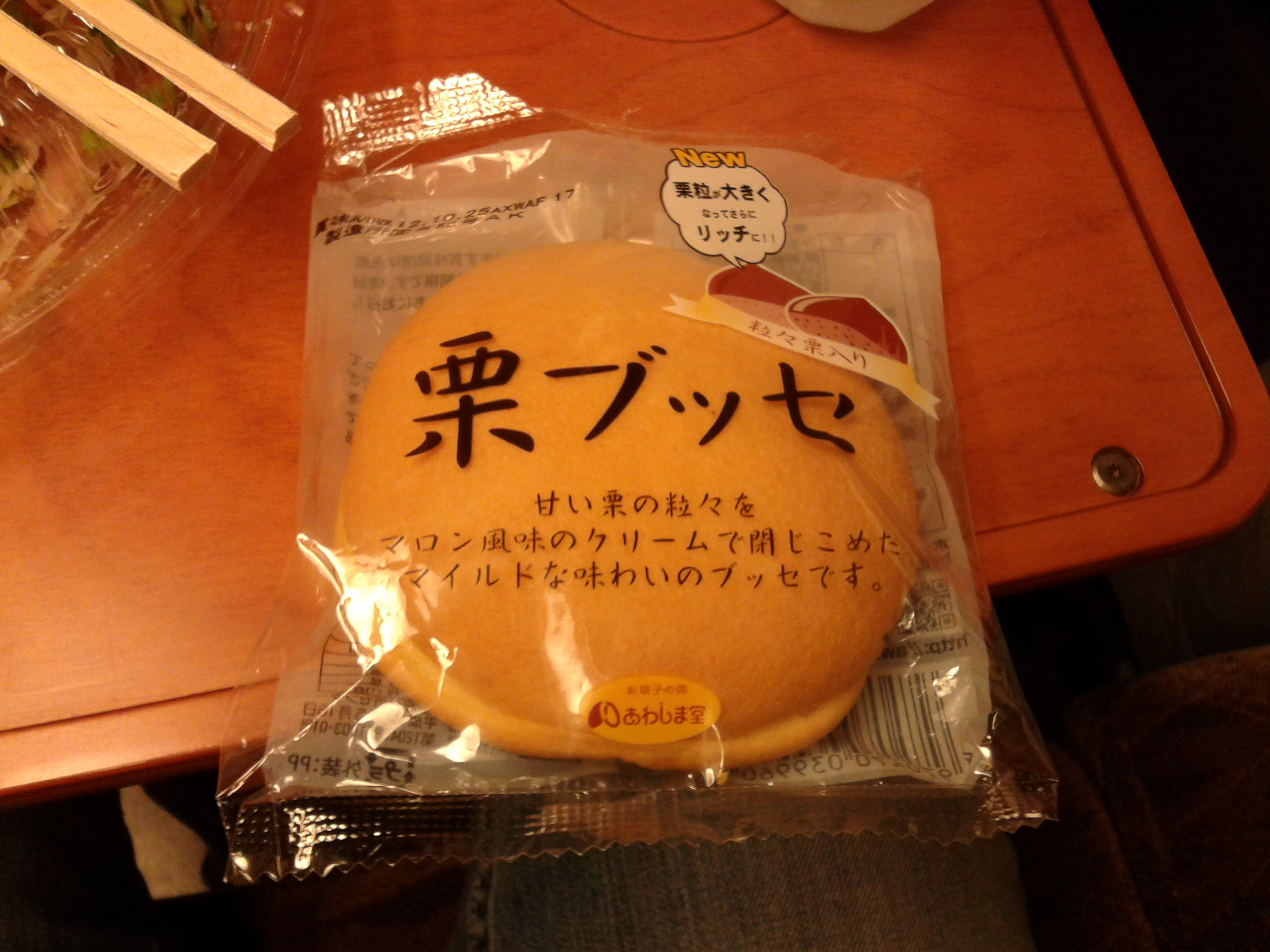
Dolce alle castagne in Giappone